# Villalba (Puerto Rico)
Villalba ist eine der 78 Gemeinden von Puerto Rico. Sie liegt im Süden von Puerto Rico. Sie hatte 2019 eine Einwohnerzahl von 21.372 Personen.

## Geschichte
Villalba wurde 1917 von José Ramón Figueroa y Rivera und Walter McJones offiziell gegründet. Bis 1918 gab es keine Straßen, die Villalba mit den Nachbarstädten verbanden.

### Hurrikan Maria
Der Hurrikan Maria am 20. September 2017 löste in Villalba zahlreiche Erdrutsche aus.
Das gesamte elektrische System wurde zerstört. Das Notfalleinsatzzentrum von Villalba und ein Zentrum für betreutes Wohnen gehörten zu den vielen Gebäuden, die in Villalba zerstört wurden. De la catastrofe a la esperanza (Von der Katastrophe zur Hoffnung) ist ein Dokumentarfilm, der die Zerstörung der Infrastruktur in Villalba beschreibt und wie Freiwillige, Gemeindemitglieder, der Bürgermeister und alle Rettungskräfte daran arbeiteten, das Leben der Menschen zu retten. Brücken wurden zerstört und viele Bereiche, in denen sich wichtige Infrastrukturen befanden, waren nicht zugänglich. Die geografische Lage von Villalba machte die Wiederherstellung der Strom- und Wasserversorgung in Villalba äußerst schwierig. Im Jahr 2018 diskutierte der Bürgermeister Javier Hernández mit dem Bürgermeister von Hoboken, New Jersey, andere Optionen für elektrische Energie wie Mikronetze für Villalba zu nutzen.

## Gliederung
Die Gemeinde ist in 8 Barrios aufgeteilt:
1. Caonillas Abajo
2. Caonillas Arriba
3. Hato Puerco Abajo
4. Hato Puerco Arriba
5. Vacas
6. Villalba Abajo
7. Villalba Arriba
8. Villalba barrio-pueblo

## Persönlichkeiten
- Oscar Collazo (* 1997), Boxer